# Procambarus verrucosus
Procambarus verrucosus är en kräftdjursart som beskrevs av Hobbs 1952. Procambarus verrucosus ingår i släktet Procambarus och familjen Cambaridae. IUCN kategoriserar arten globalt som livskraftig. Inga underarter finns listade i Catalogue of Life.